# Дома 1096 км
Дома 1096 км (рос. Дома 1096 км) — починок в Малопургинському районі Удмуртії, Росія.

## Населення
Населення — 16 осіб (2010; 15 в 2002).
Національний склад станом на 2002 рік:
- удмурти — 60 %
- росіяни — 33 %